# ديكوات
ديكوات هو مركب كيميائي عضوي له الصيغة C12H12Br2N2، ويوجد على شكل بلورات صفراء، ويستخدم من ضمن المبيدات العشبية، وغالباً ما يسوّق على شكل ثنائي بروميد.

## التحضير
يحضر المركب انطلاقاً من البيريدين حيث يحول إلى 2،2'-ثنائي بيريدين بالتسخين فوق حفاز نيكل راني. ثم يتشكل جسر إيثيلين من التفاعل مع 2،1-ثنائي برومو الميثان:

## الخواص
يوجد المركب في الشروطط القياسية على شكل صلب بلوري أصفر اللون.

## الأثر الحيوي
يعد المركب من مبيدات الأعشاب ذات الأثر السريع، لكنه غير انتقائي.

## الاستخدامات
يستخدم صمن مبيدات الأعشاب، وغالباً ما يرش قبل الحصاد.

## اقرأ ايضاً
- باراكوات الآثار الصحية للمبيدات